# El Fener
El Fener era un antic lloc de la parròquia d'Escaldes-Engordany (Andorra) que va desaparèixer a causa d'un esfondrament de la muntanya el 1865. Es trobava a l'esquerra de la Valira, aigua amunt d'Andorra la Vella i aigua avall de les Escaldes. Actualment dona nom a l'avinguda del Fener i al pàrquing del Fener situats a Escaldes-Engordany.